# الغارة الجوية على بغداد (فبراير 2001)
في 16 فبراير 2001، شنت القوات الجوية التابعة للولايات المتحدة وبريطانيا غارات جوية على عدة أهداف عسكرية عراقية في ضواحي العاصمة بغداد. جاءت هذه العملية ضمن سياق تطبيق مناطق حظر الطيران المفروضة على العراق منذ حرب الخليج عام 1991، حيث زادت أنشطة الدفاع الجوي العراقية، ما دفع الإدارة الأميركية إلى تنفيذ إجراء "دفاعي" استهدف حماية طائراتها ومساندة عمليات المراقبة الجوية. أسفرت الغارات عن وقوع إصابات وعمليات اشتباك مع الدفاعات العراقية، وأثارت ردود فعل دولية متعددة.

### الخلفية
منذ انتهاء حرب الخليج الثانية1991، فرض التحالف الدولي مناطق حظر جوي على العراق كإجراء لضمان عدم استخدام أسلحة الدمار الشامل ولمنع الانتهاكات التي يتعرض لها المدنيون. في الفترة التي سبقت 16 فبراير2001، شهدت الدفاعات الجوية العراقية تصاعدًا في نشاطاتها ضد الطائرات المراقبة، الأمر الذي دفع الإدارة الأميركية إلى اتخاذ قرار بغارات جوية "دفاعية" استهدفت مواقع للرادارات وأنظمة القيادة والتحكم العسكرية. وقد اعتبرت الولايات المتحدة هذه العملية جزءًا من الجهود الرامية إلى حماية عمليات المراقبة في المنطقة.

### العملية

#### الهدف من العملية
أعلنت وزارة الدفاع الأمريكية أن الغارات استهدفت مواقع للرادارات وأنظمة القيادة العسكرية التي زادت نشاطها في الفترة الأخيرة، مما شكل تهديدًا لسلامة الطائرات الأمريكية والبريطانية التي كانت تحلق ضمن مناطق الحظر الجوي. وتعتبر هذه الهجمات إجراءً دفاعيًا ردًا على محاولات العراق لتشغيل دفاعاته ضد الطائرات المراقبة.

#### الهجوم
شاركت في العملية مجموعة كبيرة من الطائرات المقاتلة الأمريكية والبريطانية، حيث نفذت أكثر من خمسين طلعة جوية انطلقت من قواعد موجودة في تركيا والسعودية والكويت. وقد صُنفت هذه الطائرات ضمن وحدات استطلاعية وهجومية، إذ عملت على ضرب أهداف محددة في المناطق الجنوبية للعاصمة بغداد. وأفادت تقارير CNN أن الغارات كانت أول عملية من نوعها تستهدف بغداد بشكل مباشر منذ حوالي عامين.

#### النتائج
أفادت المصادر بأن الغارات أسفرت عن استشهاد امرآة عراقية واصابة 11 شخص،من بينهم 3 اطفال. كما تسببت في اضطرابات مؤقتة داخل المناطق المتأثرة. ورغم تأكيد المسؤولين الأميركيين أن العملية جاءت ضمن إجراءات الدفاع عن النفس، أدانت الحكومة العراقية هذه الغارات ووصفتها بأنها "عدوان" غير مشروع، داعية المجتمع الدولي إلى تحميل الدول التي تدعمها المسؤولية عن انتهاك سيادتها.

### ردود الفعل

#### الموقف الامريكي البريطاني
أكد المسؤولون في وزارة الدفاع الأمريكية أن الغارات كانت خطوة وقائية دفاعية لضمان سلامة الطائرات والحد من الأنشطة العدائية العراقية، مشيرين إلى أنها جاءت ردًا على تهديدات محتملة ضد الطائرات المراقبة في مناطق الحظر. كما صرح المسؤولون البريطانيون بأن العملية تمت بالتنسيق الوثيق مع واشنطن لضمان تحقيق الأهداف العسكرية بدون تعريض الطواقم لخطر كبير.

#### الرد العراقي
رفض النظام العراقي الهجوم ووصفه بأنه انتهاك صارخ لسيادته. دعا وزير الخارجية العراقي، محمد سعيد الصحاف، المجتمع الدولي إلى التدخل وإيقاف هذه الغارات التي وصفها بأنها "غير مبررة" وغير متوافقة مع قرارات مجلس الأمن الدولي. كما أعرب النظام العراقي عن استعداده لاتخاذ كافة الإجراءات اللازمة للدفاع عن نفسه، معتبرًا أن الدعم الذي تقدمه بعض الدول الإقليمية يشكل جزءًا من العدوان.

#### الردود الدولية
الموقف الروسي:
أدانت موسكو الهجمات الجوية، حيث اتهم مسؤول روسي بوزارة الدفاع الإدارة الأميركية الجديدة بتجاهل الأعراف الإنسانية الدولية، معتبرًا ما تم تنفيذه تهديدًا للأمن الدولي.
الموقف الفرنسي:
أفادت وزارة الخارجية الفرنسية بأن بلاده لم تُبلغ مسبقًا عن الغارات الأمريكية والبريطانية، مما أثار تساؤلات حول شفافية الإجراءات العسكرية المتخذة ضد العراق.

### التحليل و التبعات
يُعد هجوم الغارات الجوية على بغداد في فبراير 2001 جزءًا من سلسلة طويلة من الهجمات التي استهدفت العراق منذ أوائل التسعينيات. وقد انعكس هذا الهجوم على السياسات العسكرية الأمريكية والبريطانية في المنطقة، كما أسهم في تصعيد التوترات الإقليمية والدولية بشأن قضايا الأمن والحماية من أسلحة الدمار الشامل. ورغم أن العملية استندت إلى مبررات الدفاع عن النفس، فإنها أثارت جدلاً واسعًا في الأوساط الدولية حول شرعية استخدام القوة والتداعيات الإنسانية والسياسية لهذه الغارات.